# Object Linking and Embedding
Object Linking and Embedding (OLE) – mechanizm osadzania m.in. obiektów. Nazwa OLE nie jest jednoznaczna, może charakteryzować wiele różnych technologii.

## OLE 1
Do 1993 roku nazwą OLE (OLE 1) określało się technologie osadzania dokumentów w innych dokumentach. I tak np. w dokumencie programu MS Word można było osadzić wykres z programu MS Excel; zmiany w wykresie wykonane w Excelu powodowały automatyczną ich aktualizację w dokumencie programu Word, gdzie wykres Excela był osadzony.
Składnik OLE pozwala na umieszczanie w kolekcjach plików utworzonych w aplikacjach zewnętrznych, takich jak MS Word, Excel, Corel Draw, Microsoft Equation, PowerPoint, MindMan itp. Potrafi on wyświetlać pliki utworzone w każdej aplikacji obsługującej standard OLE 2.0. W przypadku, gdy aplikacja obsługuje tzw. edycję „na miejscu”, możliwa będzie również edycja plików bez opuszczania programu, w którym pracujemy. Na przykład jeśli dokument MS Word wstawiony do kolekcji zostanie przełączony w tryb edycji, to menu i paski narzędzi programu, w którym pracujemy, zostaną zastąpione odpowiednimi elementami programu Word. Dzięki nim w prosty sposób możemy poprawiać wstawiony do kolekcji tekst, np. opis obrazu.

## OLE 2
W 1993 roku Microsoft wprowadził nową technologię OLE 2, opartą na technologii COM. OLE 2 nie oznaczało już tylko osadzania dokumentu w innym dokumencie, ale znacznie szerszą technologię budowania programów opartą na komponentach.
Technologia oparta jest na technologii COM i stanowi podstawę koncepcji tworzenia oprogramowania dla systemów Windows. Umożliwia tworzenie uniwersalnych obiektów pisanych w dowolnych językach programowania i wielokrotne ich wykorzystanie przez różne aplikacje. Integruje oprogramowanie od dowolnych producentów.
W 1996 roku komponenty OLE (COM) związane z interfejsem otrzymały nazwę ActiveX.

## Automation
Automation (dawniej OLE Automation) jest usługą systemu Windows, umożliwiającą aplikacjom tworzenie i sterowanie obiektami w innych aplikacjach.